# Sala Mirador
La Sala Mirador fue el primer centro estable en Madrid dedicado al teatro de marionetas, creado por Carmen Heymann y Servando Carballar en 1984. Coordinada originalmente por el colectivo La Linterna Mágica, fusionó espacio con la Escuela de Interpretación creada en 1979 por Cristina Rota, germen del posterior Centro de nuevos Creadores, proyecto pedagógico que relanzó el nombre de la sala dentro del ámbito teatral.  

## Historia
La sala Mirador de Madrid fue inaugurada el 17 de diciembre de 1984 en el castizo barrio de Lavapiés, en el pequeño local del número 31 de la calle del Doctor Fourquet, coordinado por la asociación cultural "La Linterna Mágica" y como sala concertada con el Ministerio de Cultura, con la colaboración de la Dirección General de Música y Teatro, la Comunidad de Madrid y el Ayuntamiento de esta Villa. Durante cuatro lustros concentró la actividad de titiriteros españoles y visitantes extranjeros en la capital de España. 
De forma paralela y complementaria fue ganando prestigio como taller de actores a partir de la actividad de la actriz y profesora de interpretación Cristina Rota. En 2005, con la marcha de Carmen Heymann, la sala Mirador desapareció como emplazamiento titiritero y fue vendida al CNC (Centro de nuevos Creadores) y su fundación, frutos de la citada primitiva escuela de interpretación creada en 1979.